# Tepe Hissar
Koordinaten: 36° 9′ 18″ N, 54° 23′ 5″ O

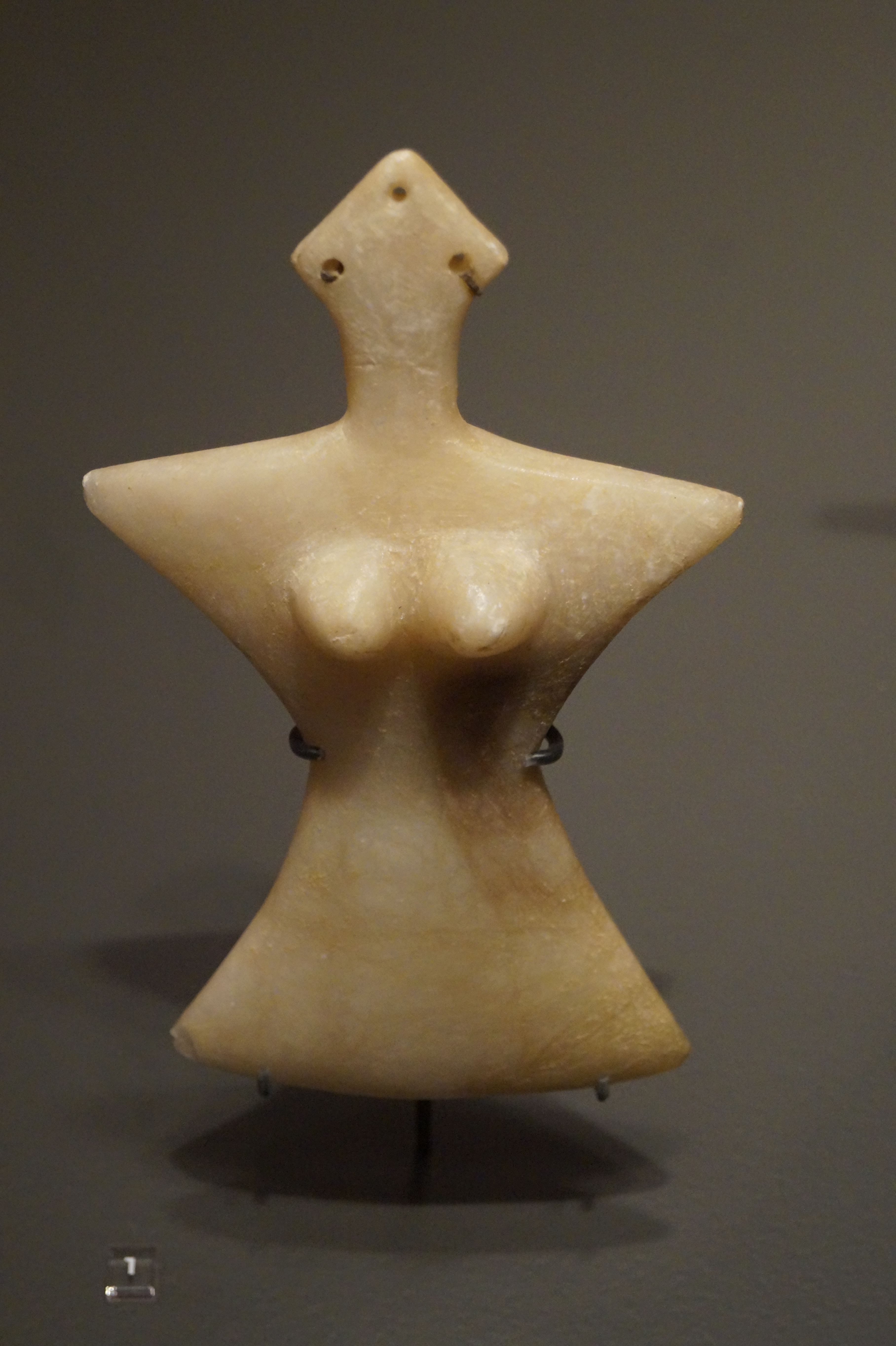
Statuette (Weibliches Idol aus Alabaster mit Ohrringen) aus Tepe Hissar, Schicht III, Alabaster, 2300–1900 v.C.

Tepe Hissar, auch Tappe Hesar, übersetzt „Schlosshügel“, ist die Bezeichnung zweier Ruinenhügel (Tepe) drei Kilometer südöstlich der Stadt Damghan am Fuß des Elbursgebirges in der Provinz Semnan in Iran etwa 80 km südlich des Kaspischen Meeres.
Bei US-amerikanischen Ausgrabungen 1931/1932 wurden Keramiken aus dem 4. und 3. Jahrtausend v. Chr. sowie Gefäße und Schmuck aus Gold und Silber aus dem 3. und 2. Jahrtausend v. Chr. gefunden. Zudem wurden Überreste eines sassanidischen Palastes mit Stuckornamentik ausgegraben.
Tepe Hissar ist neben Turang Tepe die archäologisch wichtigste Siedlung im Gebiet von Nord- und Nordost-Iran.